# Olga Neklioudova
Olga Sergueïevna Neklioudova (О́льга Серге́евна Неклю́дова), née le 13 janvier 1909 (ou 1910) et morte le 7 juin 1989, est une écrivaine russe pour l'enfance et la jeunesse.

## Biographie
Olga Neklioudova est née à Saratov dans une famille de la petite noblesse provinciale. Elle étudie dans divers établissements, dont à Vladikavkaz dans un institut fondé par son oncle, Piotr Petrovitch Mindaliov, professeur-philologue, puis à Saratov. Elle est diplômée de l'institut Kroupskaïa de Moscou. Elle habite à Moscou dès les années 1930, mais n'obtient un logement qu'en 1950, habitant chez les uns et les autres auparavant. Elle commence à publier à la fin des années 1930. Olga Neklioudova est l'auteur de plus d'une dizaine de livres pour l'enfance, nouvelles et récits. Elle fait partie de l'Union des écrivains soviétiques à partir de 1943.
Olga Sergueïevna avait un caractère complexe et une estime de soi douloureuse, elle était susceptible et dure dans ses jugements: « soit elle est offusquée, soit elle offense elle-même ». En 1956, elle fait la connaissance de Varlam Chalamov (avant sa réhabilitation) chez une amie, Olga Ivinskaïa, amoureuse de Boris Pasternak. Ils habitent dès lors ensemble dans un deux-pièces d'un appartement communautaire, boulevard Gogol à Moscou.

## Œuvres
- «Ветер срывает вывески» [Le Vent arrache les panneaux], roman.
- «Мой родной дом» [Ma maison natale], nouvelle (1961)[2]
- «Повести и пьесы» [Nouvelles et pièces] (1952-1963);
- «Рассказы» [Récits] (1938-1965),
- «Стихотворения» [Poésies] (1954-1964);
- «Исследование о Л. А. Кассиле» [Étude sur Léo Cassil ] [1947];
- «Автобиография» [Autobiographie] (1966)[3].
- Correspondance d'Olga Neklioudova:
  - à V.V. Ivanov (1958),
  - à Fiodor Panfiorov (1946),
  - à Véra Vassilievna Smirnova[4] (1959),
  - à Alexandre Fadeïev: 2 (1940, 1952),
  - à Constantin Fedine (1959),
  - à Stepan Chtchipatchiov (1959)
  - et autres, en tout 19 destinataires.
- Lettres adressées à Olga Neklioudova[3], de la part de:
  - Vladimir Matveïevitch Bakhmetiev: 2 (1941, [1945]),
  - V.V. Ivanov: 2 (1938, 1940),
  - Léo Cassil: 2 (1947),
  - Iouri Libedinski: 21 (1941-1943),
  - Grigori Petnikov: 20 (1958-1965),
  - John Steinbeck (1964),
  - Varlam Chalamov: 13 (1956-1965)
  - et d'autres, en tout 95 correspondants[3].
- Matériaux biographiques concernant Neklioudova (1925-1963).
- Recensions et commentaires sur la production de Neklioudova, de la part de:
  - Vladimir Bakhmetiev,
  - Vassili Lebedev-Koumatch,
  - Issaïa Lejnev,
  - Vitali Mikhaïlovitch Ozerov[5],
  - Léonide Ivanovitch Timofeïev,
  - Alexandre Fadeïev
  - et d'autres (1939-1962)[3].
- Lettres d'Alexandre Fadeïev à Samouil Marchak et à Alexeï Sourkov, avec des commentaires sur les livres de Neklioudova (1946)[3].
- Photographies d'Olga Neklioudova: 4 (1944-1964)[3].

### Vie privée
Olga Neklioudova épouse en premières noces à Saratov le sculpteur Viktor Petrovitch Kravtsov, mais se sépare quelque temps plus tard. Ensuite, elle se marie avec le mathématicien Evgraf Sergueïevitch Kouznetsov; puis elle vit entre 1939 et 1942 avec l'écrivain communiste Iouri Libedinski, qui la quitte au retour de la guerre. De cette union, est issu un fils, Sergueï Iourievitch Neklioudov, docteur en sciences philologiques, mongoliste et folkloriste. Enfin, en 1956, elle se met en ménage avec l'écrivain Varlam Chalamov.